# Població indonèsia per província
La població d'Indonèsia segons el cens nacional de l'any 2000 és de 206 milions de persones i el Centre d'Estadística d'Indonèsia i Statistics Indonesia estimen una població de 222 milions per al 2006. 130 milions de persones viuen a l'illa de Java, l'illa més poblada del món. Tot i les mesures força efectives de planificació familiar, programa que es va posar en marxa als anys 60, es preveu que la població creixerà fins als 315 milions el 2035, basant-se en el creixement actual de l'1,25%.
| Província                             | Població   | Urbana (%) |
| ------------------------------------- | ---------- | ---------- |
| Aceh                                  | 3.930.905  | 23,6       |
| Sumatra Septentrional                 | 11.649.656 | 42,4       |
| Sumatra Occidental                    | 4.248.931  | 29,0       |
| Riau                                  | 4.947.971  | 43,7       |
| Jambi                                 | 2.413.846  | 28,3       |
| Sumatra Meridional                    | 6.899.675  | 34,4       |
| Bengkulu                              | 1.567.432  | 29,4       |
| Lampung                               | 6.741.439  | 21,0       |
| Bangka Belitung                       | 900.197    | 43,0       |
| Banten                                | 8.098.780  | 52,2       |
| Jakarta                               | 8.389.443  | 100,0      |
| Java Occidental                       | 35.729.537 | 50,3       |
| Java Central                          | 31.228.940 | 40,4       |
| Yogyakarta                            | 3.122.268  | 57,7       |
| Java Oriental                         | 34.783.640 | 40,9       |
| Bali                                  | 3.151.162  | 49,8       |
| Illes Petites de la Sonda Occidentals | 4.009.261  | 34,8       |
| Nusa Tenggara Occidental              | 3.952.279  | 15,9       |
| Illes Petites de la Sonda Orientals   | 4.034.198  | 25,1       |
| Kalimantan Central                    | 1.857.000  | 27,5       |
| Kalimantan Meridional                 | 2.985.240  | 36,3       |
| Kalimantan Oriental                   | 2.455.120  | 57,6       |
| Cèlebes Meridional                    | 2.012.098  | 37,0       |
| Gorontalo                             | 835.044    | 25,5       |
| Cèlebes Central                       | 2.218.435  | 19,7       |
| Cèlebes Meridional                    | 8.059.627  | 29,4       |
| Cèlebes Sud-oriental                  | 1.821.284  | 20,8       |
| Moluques                              | 1.205.539  | 25,9       |
| Moluques Meridional                   | 785.059    | 29,5       |
| Papua                                 | 2.220.934  | 22,2       |